# Centrale Dienst voor Sociale en Culturele Actie van het Ministerie van Defensie
De Centrale Dienst voor Sociale en Culturele Actie van het Ministerie van Defensie is een Belgische Instelling van openbaar nut opgericht met de Wet van 10 april 1973. De Centrale Dienst heeft tot opdracht "te voorzien in de sociale en culturele behoeften van het Ministerie van Landsverdediging”.
De dienst baat hiertoe 8 kinderdagverblijven uit, voorziet huisvesting en een hospitalisatieverzekering en baat vakantiecentra uit (6 in België, 1 in Kreta). Het heeft hiervoor een budget van een kleine 40 miljoen euro.